# Тетродотоксин
Тетродотокси́н — органическое вещество, сильнейший небелковый яд естественного происхождения, нервно-паралитического действия. Большое количество тетродотоксина содержится в рыбах из отряда Четырёхзубообразные (Tetraodontiformes), вследствие гастрономического интереса наиболее известна из них рыба иглобрюх (яд есть в печени, молоках и икре); кроме того, яд содержится в икре калифорнийского тритона (Taricha torosa), у ряда бычковых рыб (Gobiidae), в коже и яйцах коста-риканских лягушек рода Ателопы (Atelopus), в тканях краба Atergatis floridus и других животных. Тетродотоксин могут синтезировать многие бактерии; предполагается, что некоторые или все животные получают его от бактерий-симбионтов, обитающих в кишечнике.

## Внешний вид
Бесцветные кристаллы.
Растворимость (в г/100 г или характеристика):
- вода: плохо растворим;

- диэтиловый эфир: растворим;

- этанол: растворим.

Показатель диссоциации: рКВ(1) = 8,7 (20 °C, вода)
Токсичность сильно зависит от рН среды: в щелочной среде теряет токсические свойства.
Из жабы Atelopus chiriquiensis был выделен также менее токсичный аналог тетродотоксина — чирикитотоксин.

## История
Первый зарегистрированный случай отравления тетродотоксином был описан в бортовом журнале капитана Джеймса Кука от 7 сентября 1774 года и опубликован в его «Путешествии к Южному полюсу и вокруг света» (том II, книга III, глава VIII) в 1777 году. В этот день Кук записал, что он и два его спутника, отец и сын Форстеры, пребывая в Новой Каледонии, попробовали на ужин печень и икру (англ. row) местной тропической рыбы (рода иглобрюхи) и дали внутренности рыбы свинье. К трём часам утра они испытывали чувство сильного онемения и слабости, облегчение наступило лишь после принятия лекарств, в том числе рвотного средства. А свинья была найдена мёртвой. Очевидно, что Кук и его спутники получили умеренную дозу токсина, а свинья, съевшая остатки рыбы, содержащие основную часть токсина, получила смертельное отравление.
Тетродотоксин был открыт японским учёным Тахара в 1906 году. В 1949 году удалось получить тетродотоксин в кристаллическом виде. Трёхмерную структуру яда установили независимо друг от друга несколько учёных в 1963—1964 годах — Т. Гото с сотрудниками из Нагойского университета, Р. Вудворд из Гарвардского университета.
Интересно, что в 1964 году из икры и эмбрионов калифорнийского тритона был выделен сильный яд, названный тарихотоксином, который в дальнейшем оказался идентичным тетродотоксину.

## Химический синтез
Осуществление полного химического синтеза тетродотоксина, после установления его строения в 1960-е годы, стало своеобразным вызовом для химиков-синтетиков ввиду сложности и необычности структуры молекулы данного соединения. Первый успешный синтез тетродотоксина был выполнен в 1972 году группой учёных, руководимой Ёсито Киси, в Университете Нагои и явился, наряду с полным синтезом витамина В12, наиболее значимым достижением синтетической органической химии в 1970-е годы. Первая успешная схема синтеза тетродотоксина включала 29 стадий и имела выход конечного продукта на уровне 0,7 % в виде рацемата. В 2003 году в Университете Нагои группа учёных осуществила стереонаправленный синтез тетродотоксина, включавший 67 стадий и позволявший получить конечный продукт с выходом на уровне в 1,2 %. В том же году химики Стэнфордского университета также сообщили об успешном стереонаправленном синтезе тетродотоксина (32 стадии с выходом конечного продукта в 0,5 %).
В 2022 году химики из Нью-Йоркского университета смогли синтезировать в 22 стадии с выходом в 11 процентов.

## Механизм действия
Тетродотоксин представляет собой соединение аминопергидрохиназолина с гуанидиновой группой. Гуанидиновая группа по своим размерам и форме похожа на гидратированные ионы натрия и имеет сильную тропность к натриевым каналам нервных волокон. Благодаря подходящей форме молекулы, тетродотоксин закупоривает натриевые каналы, как пробка, в результате чего нервные волокна теряют способность проводить импульсы.
Тетродотоксин легко всасывается в кровь и быстро проникает через различные биологические барьеры организма, накапливаясь преимущественно в тканях почек и сердца.
Симптомы острого отравления:
Через 10—45 минут появляются зуд губ, языка и других частей тела, отмечаются обильное слюнотечение, тошнота, рвота, понос, боли в животе. Возникают подергивания мышц, потеря чувствительности кожи, затрудняется глотание, развивается афония. Смерть наступает от паралича дыхательных мышц.

## Использование в медицинe
На начальных этапах исследований яд иглобрюха был применен в клинике как мощное обезболивающее средство при лечении тяжелых форм проказы (так называемых нейрогенных форм) и неоперабельных формах опухолевых заболеваний. Были установлены безопасные дозы этого вещества в размере 1 дозы, при которых более четко проявляется его лечебный эффект и практически на нет сводится токсическое действие.
В настоящее время в медицине тетродотоксин практически не используется по причине сильной ядовитости (более безопасным для жизни и здоровья блокаторами натриевых каналов являются новокаин и другие местные анестетики). Проведено несколько современных клинических испытаний тетродотоксина как обезболивающего для раковых больных, которые дали неоднозначные результаты.
Широко применяется учеными-биологами для исследования мембран.

## В кино
- В сериале «Квест» 7 человек отравили этим ядом, введя его в организм.
- В телесериале «Секретные материалы» (2 сезон 15 серия) тетродотоксин, выделенный из лягушек рода Ателопы (Atelopus), обнаруживают в крови рядового Мак Альпина.
- В телесериале «Метод Лавровой» в 24 серии тетродотоксином отравили около 50 человек.
- В фильме «Законопослушный гражданин» Клайд Александр Шелтон отравил тетродотоксином Клэренса Дарби.
- В фильме «Змей и радуга» активным действующим веществом «порошка для производства зомби» является тетродотоксин.
- В сериале «Чак».
- В финале фильма «Изображая жертву» главный герой отравил родственников и свою девушку неправильно приготовленной рыбой фугу.
- В фильме «Команда-А» Агент ЦРУ Линч устраивает побег из тюрьмы для Джона «Ганнибала» Смита с помощью кубинской сигары, начиненной тетродоксином.
- В фильме «Суши girl» героиня с помощью неверно приготовленной рыбы фугу парализует своего давнего врага.
- В фильме «Первый мститель: Другая война» вещество «Тетродотоксин б» было использовано для замедления сердцебиения Ника Фьюри для инсценировки его смерти на операционном столе.
- В 71 серии «Следствие вели» врач использует тетродотоксин для совершения грабежей и убийств.
- В сериале «Кости» 4 сезон 21 серия — был отравлен Хенк Рейли — зав. отделом египтологии.
- В аниме «Black Butler: Book Of Murders OVA» — во второй серии упоминается при раскрытии преступления.
- Во второй части фильма Квентина Тарантино «Убить Билла» упоминается, что член команды «Смертоносные гадюки» — Калифорнийская горная змея (Элли Драйвер) — убила своего мастера Пэй Мея, накормив его мясом ядовитой рыбы фугу, в тканях которой обнаружен тетродотоксин.
- В Сериале «Кухня» в 100 серии шеф-повар Виктор Баринов и повар Максим Лавров на спор готовили рыбу фугу.
- В 42-й серии американского телесериала "Коломбо" сюжет построен вокруг отравления убийцей жертвы рыбой фугу.
- В сериале «Гримм» упоминается, что при помощи тетродотоксина можно организовать мнимую смерть.
- В фильме «Призрак в доспехах» Миру приказали убить с помощью этого яда и приступить к разработке нового проекта.
- В сериале «Выжить после» (второй сезон, первая серия) один из главных героев (Валера) был отравлен тетродоксином при помощи стрелы из арбалета.
- В фильме «Убийство в стиле Гойи» маньяк парализовал жертв.
- В сериале "Внутри 9го номера", 3 сезон 3 серия. Тетродотоксин - вещество злого умысла, благодаря которому исполнена интрига серии.
- В игре "Tears of Themis" Эпизод 2. При помощи тетродртоксина был отравлен и убит персонаж.
- В игре "S.T.A.L.K.E.R.: Зов Припяти" является одним из компонентов анабиотика.
- В анимационном сериале «Частые побочные явления» используются главным героем для достижения временной смерти.